# 贝克痣
贝克痣（英語：Becker's nevus），又称贝克黑素沉着病、贝克色素瘤，是一种男性皮肤紊乱病症。这种痣一般以不规则色素沉着，首先出现在躯干部或肩臂部，而后逐步扩大、增厚，通常伴随生长被毛，1948年由美国皮肤医生萨缪尔·威廉·贝克（Samuel William Becker）首先发现并记录。贝克痣的成因未明，有天生带有此痣的男童案例，一半案例发生在0-10岁之间，另一半发生在10-20岁之间，75%的患者为浅褐色，平均发病面积约125平方厘米。临床一般使用激光仪器进行治疗。